# Helena Suková
Helena Suková (Praag, 23 februari 1965) is een voormalig professioneel tennisspeelster uit Tsjechië.
In haar loopbaan won ze 14 grandslamtoernooien, negen in het vrouwendubbelspel en vijf in het gemengd dubbelspel. Ze komt uit een bekende tennisfamilie, haar moeder Věra Suková speelde in 1962 in de vrouwenenkelspelfinale van Wimbledon. Haar vader was voorzitter van de Tsjecho-Slowaakse tennisbond, en haar broer Cyril Suk III was ook een proftennisser, met wie ze drie grandslamtoernooien won. In 2006, toen ze eigenlijk al acht jaar gestopt was, kreeg ze samen met hem nog een wildcard voor het gemengd dubbelspeltoernooi van Wimbledon, maar ze werden in de eerste ronde uitgeschakeld.
In 2018 werd zij bijgezet in de internationale Tennis Hall of Fame.

## Posities op deWTA-ranglijst
Positie per einde seizoen:
| jaar | rang enkelspel | rang dubbelspel |
| ---- | -------------- | --------------- |
| 1997 | 80             | 10              |
| 1996 | 35             | 6               |
| 1995 | 29             | 9               |
| 1994 | 22             | 23              |
| 1993 | 17             | 2               |
| 1992 | 12             | 1               |
| 1991 | 17             | 8               |
| 1990 | 14             | 1               |
| 1989 | 8              | 2               |
| 1988 | 8              | 4               |
| 1987 | 7              | 6               |
| 1986 | 6              | 3               |
| 1985 | 9              | –               |
| 1984 | 7              | –               |
| 1983 | 26             | –               |

## Palmares
| Legenda                |
| ---------------------- |
| Grandslamtoernooi      |
| Olympische Spelen      |
| Year-End Championships |
| Tier I                 |
| Tier II                |
| Tier III               |
| Tier IV & V            |

### WTA-finaleplaatsen enkelspel
| nr.              | finale     | toernooi          | ondergrond    | tegenstandster       | score         |         |
| ---------------- | ---------- | ----------------- | ------------- | -------------------- | ------------- | ------- |
| gewonnen finales |            |                   |               |                      |               |         |
| 1.               | 1982-01-17 | WTA Newport News  | tapijt (i)    | Patricia Medrado     | 6-2, 6-7, 6-0 | details |
| 2.               | 1984-11-18 | WTA Brisbane      | gras          | Elizabeth Sayers     | 6-4, 6-4      | details |
| 3.               | 1986-08-10 | WTA Montréal      | hardcourt     | Pam Shriver          | 6-2, 7-5      | details |
| 4.               | 1986-10-05 | WTA Hilversum     | tapijt (i)    | Catherine Tanvier    | 6-2, 7-5      | details |
| 5.               | 1987-03-29 | WTA Piscataway    | tapijt (i)    | Lori McNeil          | 6-0, 6-3      | details |
| 6.               | 1987-06-20 | WTA Eastbourne    | gras          | Martina Navrátilová  | 7-6, 6-3      | details |
| 7.               | 1989-01-08 | WTA Brisbane      | hardcourt     | Brenda Schultz       | 7-6, 7-6      | details |
| 8.               | 1991-01-06 | WTA Brisbane      | hardcourt     | Akiko Kijimuta       | 6-4, 6-3      | details |
| 9.               | 1992-02-09 | WTA Osaka         | tapijt (i)    | Laura Gildemeister   | 6-2, 4-6, 6-1 | details |
| 10.              | 1992-11-14 | WTA Indianapolis  | hardcourt (i) | Linda Wild           | 6-4, 6-3      | details |
| verloren finales |            |                   |               |                      |               |         |
| 1.               | 1982-03-21 | WTA Austin        | tapijt (i)    | Claudia Kohde-Kilsch | 6-7, 6-0, 3-6 | details |
| 2.               | 1982-08-08 | WTA Indianapolis  | gravel        | Virginia Ruzici      | 2-6, 0-6      | details |
| 3.               | 1984-03-31 | WTA Boston        | tapijt (i)    | Hana Mandlíková      | 5-7, 0-6      | details |
| 4.               | 1984-12-09 | Australian Open   | gras          | Chris Evert          | 7-6, 1-6, 3-6 | details |
| 5.               | 1985-03-24 | WTA Championships | tapijt (i)    | Martina Navrátilová  | 3-6, 5-7, 4-6 | details |
| 6.               | 1985-06-23 | WTA Eastbourne    | gras          | Martina Navrátilová  | 4-6, 3-6      | details |
| 7.               | 1986-03-09 | WTA Princeton     | tapijt (i)    | Martina Navrátilová  | 6-3, 0-6, 6-7 | details |
| 8.               | 1986-06-21 | WTA Eastbourne    | gras          | Martina Navrátilová  | 6-3, 3-6, 4-6 | details |
| 9.               | 1986-09-07 | US Open           | hardcourt     | Martina Navrátilová  | 3-6, 2-6      | details |
| 10.              | 1986-10-12 | WTA Zürich        | tapijt (i)    | Steffi Graf          | 6-4, 2-6, 4-6 | details |
| 11.              | 1987-02-22 | WTA Boca Raton    | hardcourt     | Steffi Graf          | 2-6, 3-6      | details |
| 12.              | 1988-01-10 | WTA Sydney        | gras          | Pam Shriver          | 2-6, 3-6      | details |
| 13.              | 1988-05-01 | WTA Tokio         | tapijt (i)    | Pam Shriver          | 5-7, 1-6      | details |
| 14.              | 1988-05-15 | WTA Berlijn       | gravel        | Steffi Graf          | 3-6, 2-6      | details |
| 15.              | 1989-01-29 | Australian Open   | hardcourt     | Steffi Graf          | 4-6, 4-6      | details |
| 16.              | 1990-03-04 | WTA Indian Wells  | hardcourt     | Martina Navrátilová  | 2-6, 7-5, 1-6 | details |
| 17.              | 1990-06-17 | WTA Birmingham    | gras          | Zina Garrison        | 4-6, 1-6      | details |
| 18.              | 1990-10-28 | WTA Brighton      | tapijt (i)    | Steffi Graf          | 5-7, 3-6      | details |
| 19.              | 1993-09-12 | US Open           | hardcourt     | Steffi Graf          | 3-6, 3-6      | details |
| 20.              | 1994-10-23 | WTA Brighton      | tapijt (i)    | Jana Novotná         | 7-6, 3-6, 4-6 | details |
| 21.              | 1996-06-22 | WTA Rosmalen      | gras          | Anke Huber           | 4-6, 6-7      | details |

### WTA-finaleplaatsen vrouwendubbelspel
| nr.              | finale     | toernooi              | ondergrond    | partner              | tegenstandsters                        | score          |         |
| ---------------- | ---------- | --------------------- | ------------- | -------------------- | -------------------------------------- | -------------- | ------- |
| gewonnen finales |            |                       |               |                      |                                        |                |         |
| 1.               | 1984-01-29 | WTA Marco Island      | gravel        | Hana Mandlíková      | Anne Hobbs Andrea Jaeger               | 3-6, 6-2, 6-2  |         |
| 2.               | 1984-05-27 | WTA Perugia           | gravel        | Iva Budařová         | Kathleen Horvath Virginia Ruzici       | 7-6, 1-6, 6-4  |         |
| 3.               | 1984-10-21 | WTA Filderstadt       | hardcourt (i) | Claudia Kohde-Kilsch | Bettina Bunge Eva Pfaff                | 6-2, 4-6, 6-3  |         |
| 4.               | 1984-11-25 | WTA Sydney            | gras          | Claudia Kohde-Kilsch | Wendy Turnbull Sharon Walsh            | 6-2, 7-6       |         |
| 5.               | 1984-12-16 | WTA Tokio             | tapijt (i)    | Claudia Kohde-Kilsch | Elizabeth Smylie Catherine Tanvier     | 6-4, 6-1       |         |
| 6.               | 1985-05-19 | WTA Berlijn           | gravel        | Claudia Kohde-Kilsch | Steffi Graf Catherine Tanvier          | 6-4, 6-1       |         |
| 7.               | 1985-05-26 | WTA Lugano            | gravel        | Bonnie Gadusek       | Bettina Bunge Eva Pfaff                | 6-2, 6-4       |         |
| 8.               | 1985-08-04 | WTA Los Angeles       | hardcourt     | Claudia Kohde-Kilsch | Hana Mandlíková Wendy Turnbull         | 6-4, 6-2       |         |
| 9.               | 1985-09-08 | US Open               | hardcourt     | Claudia Kohde-Kilsch | Martina Navrátilová Pam Shriver        | 6-7, 6-2, 6-3  | details |
| 10.              | 1985-12-15 | WTA Tokio             | tapijt (i)    | Claudia Kohde-Kilsch | Marcella Mesker Elizabeth Smylie       | 6-0, 6-4       |         |
| 11.              | 1986-02-23 | WTA Boca Raton        | hardcourt     | Pam Shriver          | Chris Evert Wendy Turnbull             | 6-2, 6-3       |         |
| 12.              | 1986-03-16 | WTA Dallas            | tapijt (i)    | Claudia Kohde-Kilsch | Hana Mandlíková Wendy Turnbull         | 4-6, 7-5, 6-4  |         |
| 13.              | 1986-04-20 | WTA Amelia Island     | gravel        | Claudia Kohde-Kilsch | Gabriela Sabatini Catherine Tanvier    | 6-2, 5-7, 7-6  |         |
| 14.              | 1986-05-18 | WTA Berlijn           | gravel        | Steffi Graf          | Martina Navrátilová Andrea Temesvári   | 7-5, 6-2       |         |
| 15.              | 1986-10-05 | WTA Hilversum         | tapijt (i)    | Kathy Jordan         | Tine Scheuer-Larsen Catherine Tanvier  | 7-5, 6-1       |         |
| 16.              | 1986-10-26 | WTA Brighton          | tapijt (i)    | Steffi Graf          | Tine Scheuer-Larsen Catherine Tanvier  | 6-4, 6-4       |         |
| 17.              | 1986-11-16 | WTA Chicago           | tapijt (i)    | Claudia Kohde-Kilsch | Steffi Graf Gabriela Sabatini          | 6-7, 7-6, 6-3  |         |
| 18.              | 1987-02-01 | WTA Tokio             | tapijt (i)    | Claudia Kohde-Kilsch | Elise Burgin Pam Shriver               | 6-1, 7-6       | details |
| 19.              | 1987-05-17 | WTA Berlijn           | gravel        | Claudia Kohde-Kilsch | Catarina Lindqvist Tine Scheuer-Larsen | 6-1, 6-2       |         |
| 20.              | 1987-07-05 | Wimbledon             | gras          | Claudia Kohde-Kilsch | Betsy Nagelsen Elizabeth Smylie        | 7-5, 7-5       | details |
| 21.              | 1987-10-25 | WTA Brighton          | tapijt (i)    | Kathy Jordan         | Tine Scheuer-Larsen Catherine Tanvier  | 7-5, 6-1       |         |
| 22.              | 1987-11-15 | WTA Chicago           | tapijt (i)    | Claudia Kohde-Kilsch | Zina Garrison Lori McNeil              | 6-4, 6-3       |         |
| 23.              | 1988-03-05 | WTA San Antonio       | hardcourt     | Lori McNeil          | Rosalyn Fairbank Gretchen Magers       | 6-3, 6-7, 6-2  |         |
| 24.              | 1988-05-01 | WTA Tokio             | tapijt (i)    | Pam Shriver          | Gigi Fernández Robin White             | 4-6, 6-2, 7-6  |         |
| 25.              | 1988-08-21 | WTA Montréal          | hardcourt     | Jana Novotná         | Zina Garrison Pam Shriver              | 7-6, 7-6       |         |
| 26.              | 1988-08-28 | WTA Mahwah            | hardcourt     | Jana Novotná         | Gigi Fernández Robin White             | 6-3, 6-2       |         |
| 27.              | 1989-01-08 | WTA Brisbane          | hardcourt     | Jana Novotná         | Patty Fendick Jill Hetherington        | 6-7, 6-1, 6-2  |         |
| 28.              | 1989-03-19 | WTA Boca Raton        | hardcourt     | Jana Novotná         | Jo Durie Mary Joe Fernandez            | 6-4, 6-2       |         |
| 29.              | 1989-04-02 | WTA Miami             | hardcourt     | Jana Novotná         | Gigi Fernández Lori McNeil             | 7-6, 6-4       |         |
| 30.              | 1989-07-09 | Wimbledon             | gras          | Jana Novotná         | Larisa Savtsjenko Natallja Zverava     | 6-1, 6-2       | details |
| 31.              | 1989-10-22 | WTA Zürich            | tapijt (i)    | Jana Novotná         | Nathalie Tauziat Judith Wiesner        | 6-3, 3-6, 6-4  |         |
| 32.              | 1990-01-07 | WTA Brisbane          | hardcourt     | Jana Novotná         | Hana Mandlíková Pam Shriver            | 6-3, 6-1       |         |
| 33.              | 1990-01-14 | WTA Sydney            | hardcourt     | Jana Novotná         | Larisa Savtsjenko Natallja Zverava     | 6-3, 7-5       |         |
| 34.              | 1990-01-28 | Australian Open       | hardcourt     | Jana Novotná         | Patty Fendick Mary Joe Fernandez       | 7-6, 7-6       | details |
| 35.              | 1990-03-04 | WTA Indian Wells      | hardcourt     | Jana Novotná         | Gigi Fernández Martina Navrátilová     | 6-2, 7-6       |         |
| 36.              | 1990-03-11 | WTA Boca Raton        | hardcourt     | Jana Novotná         | Elise Burgin Wendy Turnbull            | 6-4, 6-2       |         |
| 37.              | 1990-03-25 | WTA Miami             | hardcourt     | Jana Novotná         | Betsy Nagelsen Robin White             | 6-4, 6-3       |         |
| 38.              | 1990-06-10 | Roland Garros         | gravel        | Jana Novotná         | Larisa Savtsjenko Natallja Zverava     | 6-4, 7-5       | details |
| 39.              | 1990-07-08 | Wimbledon             | gras          | Jana Novotná         | Kathy Jordan Elizabeth Smylie          | 6-3, 6-4       | details |
| 40.              | 1990-10-28 | WTA Brighton          | tapijt (i)    | Nathalie Tauziat     | Jo Durie Natallja Zverava              | 6-1, 6-4       |         |
| 41.              | 1990-11-11 | WTA Worcester         | tapijt (i)    | Gigi Fernández       | Mary Joe Fernandez Jana Novotná        | 3-6, 6-3, 6-3  |         |
| 42.              | 1991-01-13 | WTA Sydney            | hardcourt     | Arantxa Sánchez      | Gigi Fernández Jana Novotná            | 6-1, 6-4       |         |
| 43.              | 1991-03-31 | WTA Tarpon Springs    | gravel        | Gigi Fernández       | Larisa Neiland Natallja Zverava        | 4-6, 6-4, 7-6  | details |
| 44.              | 1991-04-14 | WTA Amelia Island     | gravel        | Arantxa Sánchez      | Mercedes Paz Natallja Zverava          | 4-6, 6-2, 6-2  |         |
| 45.              | 1992-01-12 | WTA Sydney            | hardcourt     | Arantxa Sánchez      | Mary Joe Fernandez Zina Garrison       | 7-6, 6-7, 6-2  |         |
| 46.              | 1992-01-26 | Australian Open       | hardcourt     | Arantxa Sánchez      | Mary Joe Fernandez Zina Garrison       | 6-4, 7-6       | details |
| 47.              | 1992-02-02 | WTA Tokio             | tapijt (i)    | Arantxa Sánchez      | Martina Navrátilová Pam Shriver        | 7-5, 6-1       |         |
| 48.              | 1992-02-09 | WTA Osaka             | tapijt (i)    | Rennae Stubbs        | Sandy Collins Rachel McQuillan         | 3-6, 6-4, 7-5  |         |
| 49.              | 1992-05-10 | WTA Rome              | gravel        | Monica Seles         | Katerina Maleeva Barbara Rittner       | 6-1, 6-2       |         |
| 50.              | 1992-08-16 | WTA Los Angeles       | hardcourt     | Arantxa Sánchez      | Zina Garrison Pam Shriver              | 6-4, 6-2       |         |
| 51.              | 1992-10-11 | WTA Zürich            | tapijt (i)    | Natallja Zverava     | Martina Navrátilová Pam Shriver        | 7-6, 6-4       |         |
| 52.              | 1992-10-18 | WTA Filderstadt       | hardcourt (i) | Arantxa Sánchez      | Pam Shriver Natallja Zverava           | 6-4, 7-5       |         |
| 53.              | 1992-11-22 | WTA Championships     | tapijt (i)    | Arantxa Sánchez      | Larisa Neiland Jana Novotná            | 7-6, 6-1       |         |
| 54.              | 1993-02-07 | WTA Tokio             | tapijt (i)    | Martina Navrátilová  | Lori McNeil Rennae Stubbs              | 6-4, 6-3       |         |
| 55.              | 1993-02-28 | WTA Indian Wells      | hardcourt     | Rennae Stubbs        | Ann Grossman Patricia Hy               | 6-3, 6-4       |         |
| 56.              | 1993-05-23 | WTA Luzern            | gravel        | Mary Joe Fernandez   | Lindsay Davenport Marianne Werdel      | 6-2, 6-4       |         |
| 57.              | 1993-08-01 | WTA Stratton Mountain | hardcourt     | Elizabeth Smylie     | Manuela Maleeva Mercedes Paz           | 6-1, 6-2       |         |
| 58.              | 1993-08-08 | WTA San Diego         | hardcourt     | Gigi Fernández       | Pam Shriver Elizabeth Smylie           | 6-4, 6-3       |         |
| 59.              | 1993-08-15 | WTA Los Angeles       | hardcourt     | Arantxa Sánchez      | Gigi Fernández Natallja Zverava        | 7-6, 6-3       |         |
| 60.              | 1993-09-12 | US Open               | hardcourt     | Arantxa Sánchez      | Amanda Coetzer Inés Gorrochategui      | 6-4, 6-2       | details |
| 61.              | 1993-10-31 | WTA Essen             | tapijt (i)    | Arantxa Sánchez      | Wiltrud Probst Christina Singer        | 7-6, 6-2       |         |
| 62.              | 1995-11-05 | WTA Oakland           | tapijt (i)    | Lori McNeil          | Katrina Adams Zina Garrison            | 3-6, 6-4, 6-3  |         |
| 63.              | 1995-11-12 | WTA Philadelphia      | tapijt (i)    | Lori McNeil          | Meredith McGrath Larisa Neiland        | 4-6, 6-3, 6-4  |         |
| 64.              | 1996-07-07 | Wimbledon             | gras          | Martina Hingis       | Meredith McGrath Larisa Neiland        | 5-7, 7-5, 6-1  | details |
| 65.              | 1996-09-15 | WTA Karlsbad          | gravel        | Karina Habšudová     | Eva Martincová Elena Pampoulova        | 3-6, 6-3, 6-2  |         |
| 66.              | 1996-10-20 | WTA Zürich            | tapijt (i)    | Martina Hingis       | Nicole Arendt Natallja Zverava         | 7-5, 6-4       |         |
| 67.              | 1997-05-24 | WTA Straatsburg       | gravel        | Natallja Zverava     | Jelena Lichovtseva Ai Sugiyama         | 6-1, 6-1       |         |
| 68.              | 1997-10-26 | WTA Luxemburg         | tapijt (i)    | Larisa Neiland       | Meike Babel Laurence Courtois          | 6-2, 6-4       |         |
| 69.              | 1998-01-17 | WTA Sydney            | hardcourt     | Martina Hingis       | Katrina Adams Meredith McGrath         | 6-1, 6-2       |         |
| verloren finales |            |                       |               |                      |                                        |                |         |
| 1.               | 1983-11-27 | WTA Sydney            | gras          | Hana Mandlíková      | Anne Hobbs Wendy Turnbull              | 4-6, 3-6       |         |
| 2.               | 1984-12-09 | Australian Open       | gras          | Claudia Kohde-Kilsch | Martina Navrátilová Pam Shriver        | 3-6, 4-6       | details |
| 3.               | 1985-01-13 | WTA Washington        | tapijt (i)    | Claudia Kohde-Kilsch | Gigi Fernández Martina Navrátilová     | 3-6, 6-3, 3-6  |         |
| 4.               | 1985-03-24 | WTA Championships     | tapijt (i)    | Claudia Kohde-Kilsch | Martina Navrátilová Pam Shriver        | 7-6, 4-6, 6-7  |         |
| 5.               | 1985-05-03 | WTA Houston           | gravel        | Manuela Maleeva      | Elise Burgin Martina Navrátilová       | 1-6, 6-3, 3-6  |         |
| 6.               | 1985-06-09 | Roland Garros         | gravel        | Claudia Kohde-Kilsch | Martina Navrátilová Pam Shriver        | 6-4, 2-6, 2-6  | details |
| 7.               | 1985-08-18 | WTA Mahwah            | hardcourt     | Claudia Kohde-Kilsch | Kathy Jordan Elizabeth Smylie          | 6-7, 3-6       |         |
| 8.               | 1985-10-27 | WTA Brighton          | tapijt (i)    | Barbara Potter       | Lori McNeil Catherine Suire            | 6-4, 6-7, 4-6  |         |
| 9.               | 1985-11-03 | WTA Zürich            | tapijt (i)    | Claudia Kohde-Kilsch | Hana Mandlíková Andrea Temesvári       | 4-6, 6-3, 6-7  |         |
| 10.              | 1985-11-17 | WTA Brisbane          | gras          | Claudia Kohde-Kilsch | Martina Navrátilová Pam Shriver        | 4-6, 7-6, 1-6  |         |
| 11.              | 1985-12-08 | Australian Open       | gras          | Claudia Kohde-Kilsch | Martina Navrátilová Pam Shriver        | 3-6, 4-6       | details |
| 12.              | 1986-01-12 | WTA Washington        | tapijt (i)    | Claudia Kohde-Kilsch | Martina Navrátilová Pam Shriver        | 3-6, 4-6       |         |
| 13.              | 1986-01-19 | WTA Worcester         | tapijt (i)    | Claudia Kohde-Kilsch | Martina Navrátilová Pam Shriver        | 3-6, 4-6       |         |
| 14.              | 1986-03-02 | WTA Oakland           | tapijt (i)    | Bonnie Gadusek       | Hana Mandlíková Wendy Turnbull         | 6-7, 1-6       |         |
| 15.              | 1986-03-09 | WTA Princeton         | tapijt (i)    | Hana Mandlíková      | Kathy Jordan Elizabeth Smylie          | 3-6, 5-7       |         |
| 16.              | 1986-03-23 | WTA Championships     | tapijt (i)    | Claudia Kohde-Kilsch | Hana Mandlíková Wendy Turnbull         | 4-6, 7-6, 3-6  |         |
| 17.              | 1986-06-21 | WTA Eastbourne        | gras          | Claudia Kohde-Kilsch | Martina Navrátilová Pam Shriver        | 2-6, 4-6       |         |
| 18.              | 1986-08-10 | WTA Montréal          | hardcourt     | Pam Shriver          | Zina Garrison Gabriela Sabatini        | 6-7, 7-5, 4-6  |         |
| 19.              | 1986-08-17 | WTA Los Angeles       | hardcourt     | Claudia Kohde-Kilsch | Martina Navrátilová Pam Shriver        | 4-6, 3-6       |         |
| 20.              | 1986-08-24 | WTA Mahwah            | hardcourt     | Steffi Graf          | Betsy Nagelsen Elizabeth Smylie        | 6-7, 3-6       |         |
| 21.              | 1986-11-09 | WTA Worcester         | tapijt (i)    | Claudia Kohde-Kilsch | Martina Navrátilová Pam Shriver        | 3-6, 1-6       |         |
| 22.              | 1986-11-23 | WTA Championships     | tapijt (i)    | Claudia Kohde-Kilsch | Martina Navrátilová Pam Shriver        | 6-7, 3-6       |         |
| 23.              | 1987-03-08 | WTA Miami             | hardcourt     | Claudia Kohde-Kilsch | Martina Navrátilová Pam Shriver        | 3-6, 6-7       |         |
| 24.              | 1987-05-10 | WTA Rome              | gravel        | Claudia Kohde-Kilsch | Martina Navrátilová Gabriela Sabatini  | 4-6, 1-6       |         |
| 25.              | 1987-08-23 | WTA Toronto           | hardcourt     | Claudia Kohde-Kilsch | Zina Garrison Lori McNeil              | 1-6, 2-6       |         |
| 26.              | 1987-11-22 | WTA Championships     | tapijt (i)    | Claudia Kohde-Kilsch | Martina Navrátilová Pam Shriver        | 1-6, 1-6       |         |
| 27.              | 1988-01-03 | WTA Brisbane          | gras          | Claudia Kohde-Kilsch | Betsy Nagelsen Pam Shriver             | 6-2, 5-7, 2-6  |         |
| 28.              | 1988-01-10 | WTA Sydney            | gras          | Claudia Kohde-Kilsch | Ann Henricksson Christiane Jolissaint  | 6-7, 6-4, 3-6  |         |
| 29.              | 1988-02-28 | WTA Fairfax           | tapijt (i)    | Gabriela Sabatini    | Martina Navrátilová Pam Shriver        | 3-6, 4-6       |         |
| 30.              | 1988-03-13 | WTA Boca Raton        | hardcourt     | Claudia Kohde-Kilsch | Katrina Adams Zina Garrison            | 6-4, 5-7, 4-6  |         |
| 31.              | 1988-05-15 | WTA Berlijn           | gravel        | Claudia Kohde-Kilsch | Isabelle Demongeot Nathalie Tauziat    | 2-6, 6-4, 4-6  |         |
| 32.              | 1988-06-05 | Roland Garros         | gravel        | Claudia Kohde-Kilsch | Martina Navrátilová Pam Shriver        | 2-6, 5-7       | details |
| 33.              | 1988-10-01 | O.S. Seoel            | hardcourt     | Jana Novotná         | Zina Garrison Pam Shriver              | 6-4, 2-6, 8-10 | details |
| 34.              | 1988-10-23 | WTA Zürich            | tapijt (i)    | Claudia Kohde-Kilsch | Isabelle Demongeot Nathalie Tauziat    | 3-6, 3-6       |         |
| 35.              | 1988-11-06 | WTA Worcester         | tapijt (i)    | Gabriela Sabatini    | Martina Navrátilová Pam Shriver        | 3-6, 6-3, 5-7  |         |
| 36.              | 1989-05-07 | WTA Hamburg           | gravel        | Jana Novotná         | Isabelle Demongeot Nathalie Tauziat    | forfait        |         |
| 37.              | 1989-06-24 | WTA Eastbourne        | gras          | Jana Novotná         | Katrina Adams Zina Garrison            | ?6-3, opg.     |         |
| 38.              | 1989-11-12 | WTA Chicago           | tapijt (i)    | Jana Novotná         | Larisa Savtsjenko Natallja Zverava     | 3-6, 6-2, 3-6  |         |
| 39.              | 1990-05-06 | WTA Hamburg           | gravel        | Larisa Neiland       | Gigi Fernández Martina Navrátilová     | 2-6, 3-6       |         |
| 40.              | 1990-09-09 | US Open               | hardcourt     | Jana Novotná         | Gigi Fernández Martina Navrátilová     | 2-6, 4-6       | details |
| 41.              | 1991-01-06 | WTA Brisbane          | hardcourt     | Patty Fendick        | Gigi Fernández Jana Novotná            | 3-6, 1-6       |         |
| 42.              | 1991-05-05 | WTA Hamburg           | gravel        | Arantxa Sánchez      | Jana Novotná Larisa Neiland            | 5-7, 1-6       |         |
| 43.              | 1991-08-11 | WTA Toronto           | hardcourt     | Claudia Kohde-Kilsch | Larisa Neiland Natallja Zverava        | 6-1, 5-7, 2-6  |         |
| 44.              | 1993-08-22 | WTA Toronto           | hardcourt     | Arantxa Sánchez      | Larisa Neiland Jana Novotná            | 1-6, 2-6       |         |
| 45.              | 1994-02-27 | WTA Indian Wells      | hardcourt     | Manon Bollegraf      | Lindsay Davenport Lisa Raymond         | 2-6, 4-6       |         |
| 46.              | 1994-03-06 | WTA Delray Beach      | hardcourt     | Manon Bollegraf      | Jana Novotná Arantxa Sánchez           | 2-6, 0-6       |         |
| 47.              | 1994-06-18 | WTA Eastbourne        | gras          | Inés Gorrochategui   | Gigi Fernández Natallja Zverava        | 7-6, 4-6, 3-6  |         |
| 48.              | 1995-10-22 | WTA Brighton          | tapijt (i)    | Lori McNeil          | Meredith McGrath Larisa Neiland        | 5-7, 1-6       |         |
| 49.              | 1996-01-14 | WTA Sydney            | hardcourt     | Lori McNeil          | Lindsay Davenport Mary Joe Fernandez   | 3-6, 3-6       |         |
| 50.              | 1996-02-25 | WTA Essen             | tapijt (i)    | Lori McNeil          | Meredith McGrath Larisa Neiland        | 6-3, 3-6, 2-6  |         |
| 51.              | 1996-03-03 | WTA Linz              | tapijt (i)    | Rennae Stubbs        | Manon Bollegraf Meredith McGrath       | 4-6, 4-6       |         |
| 52.              | 1996-05-19 | WTA Berlijn           | gravel        | Martina Hingis       | Meredith McGrath Larisa Neiland        | 1-6, 7-5, 6-7  |         |
| 53.              | 1996-06-22 | WTA Rosmalen          | gras          | Kristie Boogert      | Larisa Neiland Brenda Schultz          | 4-6, 6-7       | details |
| 54.              | 1996-08-03 | O.S. Atlanta          | hardcourt     | Jana Novotná         | Gigi Fernández Mary Joe Fernandez      | 6-7, 4-6       | details |
| 55.              | 1996-08-11 | WTA Montréal          | hardcourt     | Mary Joe Fernandez   | Larisa Neiland Arantxa Sánchez         | 6-7, 1-6       |         |
| 56.              | 1996-10-13 | WTA Filderstadt       | hardcourt (i) | Martina Hingis       | Nicole Arendt Jana Novotná             | 2-6, 3-6       |         |
| 57.              | 1997-06-22 | WTA Eastbourne        | gras          | Lori McNeil          | Nicole Arendt Manon Bollegraf          | regen          |         |
| 58.              | 1997-08-10 | WTA Los Angeles       | hardcourt     | Larisa Neiland       | Yayuk Basuki Caroline Vis              | 6-7, 3-6       |         |
| 59.              | 1997-09-28 | WTA Leipzig           | tapijt (i)    | Yayuk Basuki         | Martina Hingis Jana Novotná            | 2-6, 2-6       |         |
| 60.              | 1997-10-19 | WTA Zürich            | tapijt (i)    | Larisa Neiland       | Martina Hingis Arantxa Sánchez         | 6-4, 4-6, 1-6  |         |

### WTA-finaleplaatsen gemengd dubbelspel
| nr.              | finale     | toernooi        | ondergrond    | partner         | tegenstanders                      | score         |         |
| ---------------- | ---------- | --------------- | ------------- | --------------- | ---------------------------------- | ------------- | ------- |
| gewonnen finales |            |                 |               |                 |                                    |               |         |
| 1.               | 1989-01-03 | Hopman Cup      | hardcourt (i) | Miloslav Mečíř  | Hana Mandlíková Pat Cash           | 2-0           |         |
| 2.               | 1991-06-09 | Roland Garros   | gravel        | Cyril Suk       | Caroline Vis Paul Haarhuis         | 3-6, 6-4, 6-1 | details |
| 3.               | 1993-09-12 | US Open         | hardcourt     | Todd Woodbridge | Martina Navrátilová Mark Woodforde | 6-3, 7-6      | details |
| 4.               | 1994-07-03 | Wimbledon       | gras          | Todd Woodbridge | Lori McNeil T.J. Middleton         | 3-6, 7-5, 6-3 | details |
| 5.               | 1996-07-07 | Wimbledon       | gras          | Cyril Suk       | Larisa Neiland Mark Woodforde      | 1-6, 6-3, 6-2 | details |
| 6.               | 1997-07-06 | Wimbledon       | gras          | Cyril Suk       | Larisa Neiland Andrej Olchovski    | 4-6, 6-3, 6-4 | details |
| verloren finales |            |                 |               |                 |                                    |               |         |
| 1.               | 1992-01-02 | Hopman Cup      | hardcourt (i) | Karel Nováček   | Manuela Maleeva Jakob Hlasek       | 1-2           |         |
| 2.               | 1992-09-13 | US Open         | hardcourt     | Tom Nijssen     | Nicole Provis Mark Woodforde       | 6-4, 3-6, 3-6 | details |
| 3.               | 1994-01-30 | Australian Open | hardcourt     | Todd Woodbridge | Larisa Neiland Andrej Olchovski    | 5-7, 7-6, 2-6 | details |
| 4.               | 1998-02-01 | Australian Open | hardcourt     | Cyril Suk       | Venus Williams Justin Gimelstob    | 2-6, 1-6      | details |

## Resultaten grandslamtoernooien
| Legenda | Legenda                          |
| ------- | -------------------------------- |
| g.t.    | geen toernooi gehouden           |
| l.c.    | lagere categorie                 |
| –       | niet deelgenomen                 |
| G       | uitgeschakeld in de groepsfase   |
| 1R      | uitgeschakeld in de eerste ronde |
| 2R      | uitgeschakeld in de tweede ronde |
| 3R      | uitgeschakeld in de derde ronde  |
| 4R      | uitgeschakeld in de vierde ronde |
| KF      | uitgeschakeld in de kwartfinale  |
| HF      | uitgeschakeld in de halve finale |
| F       | de finale verloren               |
| W       | het toernooi gewonnen            |
| w-v     | winst/verlies-balans             |

### Enkelspel
| Toernooi        | 1981 | 1982 | 1983 | 1984 | 1985 | 1986 | 1987 | 1988 | 1989 | 1990 | 1991 | 1992 | 1993 | 1994 | 1995 | 1996 | 1997 | 1998 |
| --------------- | ---- | ---- | ---- | ---- | ---- | ---- | ---- | ---- | ---- | ---- | ---- | ---- | ---- | ---- | ---- | ---- | ---- | ---- |
| Australian Open | 4R   | 2R   | 4R   | F    | KF   | g.t. | 4R   | KF   | F    | HF   | 3R   | 3R   | –    | 3R   | 2R   | 3R   | 1R   | 1R   |
| Roland Garros   | –    | 2R   | 4R   | 1R   | 2R   | HF   | 4R   | KF   | 2R   | –    | 2R   | –    | –    | 3R   | 1R   | 1R   | 2R   | –    |
| Wimbledon       | –    | 1R   | 1R   | 4R   | KF   | KF   | KF   | KF   | 4R   | 4R   | 1R   | 3R   | KF   | 4R   | 2R   | 2R   | 4R   | 1R   |
| US Open         | –    | 1R   | 3R   | KF   | KF   | F    | HF   | 4R   | KF   | 4R   | 3R   | 4R   | F    | –    | 2R   | 3R   | 1R   | –    |

### Vrouwendubbelspel
| Toernooi        | 1981 | 1982 | 1983 | 1984 | 1985 | 1986 | 1987 | 1988 | 1989 | 1990 | 1991 | 1992 | 1993 | 1994 | 1995 | 1996 | 1997 | 1998 |
| --------------- | ---- | ---- | ---- | ---- | ---- | ---- | ---- | ---- | ---- | ---- | ---- | ---- | ---- | ---- | ---- | ---- | ---- | ---- |
| Australian Open | KF   | 3R   | –    | F    | F    | g.t. | HF   | –    | HF   | W    | 3R   | W    | –    | 3R   | KF   | 1R   | HF   | 1R   |
| Roland Garros   | –    | 3R   | 1R   | 3R   | F    | HF   | HF   | F    | HF   | W    | HF   | –    | –    | 1R   | 1R   | KF   | KF   | HF   |
| Wimbledon       | –    | 2R   | 3R   | 1R   | HF   | 2R   | W    | –    | W    | W    | KF   | HF   | KF   | 2R   | KF   | W    | HF   | KF   |
| US Open         | –    | 3R   | –    | 1R   | W    | KF   | KF   | 3R   | 3R   | F    | 3R   | HF   | W    | –    | HF   | HF   | 3R   | –    |

### Gemengd dubbelspel
| Australian Open | –  | –  | –  | –  | –  | 1R | –  | –  | F  | HF | KF | 2R | F  | –  |
| Roland Garros   | –  | KF | 1R | 3R | –  | W  | –  | –  | HF | 2R | 2R | HF | 3R | –  |
| Wimbledon       | 1R | KF | –  | –  | 1R | 3R | 3R | 1R | W  | 2R | W  | W  | 1R | 1R |
| US Open         | 2R | –  | –  | –  | –  | 2R | F  | W  | –  | –  | KF | 2R | –  | –  |